# 约翰·海杜克
约翰·昆汀·海杜克（John Quentin Hejduk，1929.7.19 – 2000.7.3）是一名捷克裔美国籍建筑师、艺术家、教育家。他的一生主要在美国纽约度过。海杜克是著名的“纽约五人组”建筑团体中最年长的一位，他一生致力于对形式、组织、表现、（建筑与环境之间的）互惠等基本问题的追寻。

## 生涯

### 早年经历
约翰·海杜克于1929年（大萧条时代）生于纽约，青少年时期在二战期间度过。1947年，他进入库珀联盟，并于1950年毕业。1952年海杜克在辛辛那提大学继续学习建筑，并于1953年在哈佛大学设计学院取得建筑学硕士学位。1954年，海杜克获富尔布莱奖学金，来到罗马大学建筑学院学习。当他还是学生时，就已在不同的纽约建筑事务所里工作过，包括理查德·斯特恩事务所、贝聿明事务所。1965年，他在纽约独立开业。

### 执教经历
海杜克开始其教学职业是在20世纪50年代中期。1954年，海杜克应哈里斯的邀请来到德克萨斯大学奥斯汀分校建筑学院担任教职，并与几位青年教师一同组成“德州骑警”。两年之后，“德州骑警”解散，海杜克离开德克萨斯州。
1958年，经过两年的工程实践（在贝聿明事务所与金尼事务所）之后，海杜克来到康奈尔大学任助理教授，和先期于此的德克萨斯州伙伴柯林·罗共事。两年之后海杜克来到耶鲁大学，在保罗·鲁道夫手下教书，一直到1964年。
1964年，海杜克回到他的第一个学习的，也是最喜爱的学校——库珀联盟。1965年，海杜克担任联盟建筑系主任，至此，海杜克开始其真正意义上的教学方面的个人实践。1971年，纽约现代艺术博物馆邀请海杜克展出10年里他和他的学生的主要作品。为配合展览，库珀联盟出版了此次展览的一个作品汇集——《建筑师的教育：一种观点》。二者强劲地冲击了纽约陈腐的建筑界和教育界。1975年，海杜克被任命为库珀联盟建筑学院院长。2000年夏，因健康原因海杜克辞去学院院长的职务，并在一个月后去世。
在他的任职期间，库珀联盟充满活力，几乎所有重要的知名建筑师都到库珀联盟建筑学院介绍过自己的工作。它成为一个学生们对那些学科规则所进行的高度个人化的集中研究的自由之地。史无前例的36年使库珀联盟建筑学院不可动摇地占据了北美、及至欧洲大陆的革命性建筑教育与实践的桥头堡的位置。当代许多探索性的建筑师都在这里学习过，例如坂茂、迪勒、李伯斯金、丹·霍夫曼。纽约建筑师苏珊·谢夫曼认为：“他们都为海杜克巨大无比的声誉，学院的实力（其教员包括这样一些著名的知识分子，比如艾森曼、罗西），以及他的非传统的、以理论为基础的课程所吸引。”

## 实践与思想
早期海杜克的实践与教学围绕着一系列对体量、网格、框架的训练而展开。随后，这种系统发展成一套在三维体量内部生成方形网格的方法，有时还穿插一些曲线的墙体；最终演变成一系列平面与扭曲体量之间互相组合，同时变换色彩的实验。为了给研究筹集经费，他接受了格雷厄姆基金会（Graham Foundation）的赠款。
最终，海杜克从他早先深受赖特与密斯的影响的，“强硬的”现代主义的“空间造型”的实践，转向为他对手工的“图形—物体”的关系，其灵感则来源于神秘学和灵性论。其图形—物体与其周围环境的关系，提出了与艾森曼的早期住宅相似的关切。
建筑史家迈克尔·黑斯曾用“遭遇”（Encounter）一词形容海杜克的建筑。他认为，海杜克的“物体”呈现出“不可能的形式，而它正在警示，正在呼唤；从它的呼唤中我们看去，却看不到我们平时用以自满的形象，而是一个内在的自我，和一个我应在的位置”，说明从一个后现代的、拉康主义的视角看来，海杜克的实践比它的同僚更“文学化”（literary）。

## 学术遗产
海杜克曾与数个学术团体有过交集。其中包括“纽约五人组”（其他四人分别为彼得·艾森曼、理查德·迈耶、迈克尔·格雷福斯、查尔斯·格瓦斯梅）。此五人的早期作品被1973年出版的《Five Architects》所收录。此外，他还加入过由德克萨斯大学奥斯汀分校建筑学院的一群进步建筑师和教授组成的“德州骑警”组织，其著名成员还有柯林·罗和凯瑟琳·英格拉汉姆等人。
现今出版海杜克本人及与其相关的研究的学者和理论家包括：迈克尔·黑斯、马克·林德、罗伯特·索莫尔、安东尼·维德勒、雷纳塔·海杜克，以及凯瑟琳·英格拉汉姆。
海杜克的大部分作品藏于加拿大建筑学中心，其位于加拿大魁北克省，蒙特利尔市。

## 引用
1. ↑  .   [2021-01-14]. （原始内容存档于2010-07-06） （英语）. John Hejduk was born in New York in 1929. He studied at the Cooper Union School of Art and Architecture and at the University of Cincinnati. He graduated from the Harvard Graduate School of Design with an Masters in Architecture in 1953. He worked in several architectural offices in New York including the office of I. M. Pei and Partners and the office of A.M. Kinney and Associates. He established his own practice in New York in 1965.
2. ↑  胡恒. . 建筑师. 2004, (05): 79-89.
3. ↑  Hays, K. Michael. . Cambridge, Mass.: MIT Press. 2010. ISBN 9780262513029 （英语）.
4. ↑  .   [2021-01-14]. （原始内容存档于2021-04-18） （英语）.